# 埃谢
埃谢（法語：Échay，法語發音：[eʃɛ]）是法国杜省的一个市镇，属于贝桑松区。

## 地理
埃谢（47°2'43"N, 5°56'53"E）面积5.49 平方千米，位于法国勃艮第-弗朗什-孔泰大區杜省，该省份为法国东部内陆省份，北起上索恩省，西接汝拉省，东部及东南部与瑞士接壤，东北部与贝尔福地区省接壤。
与埃谢接壤的市镇（或旧市镇、城区）包括：米永、利松河畔屈塞、勒瓦勒。

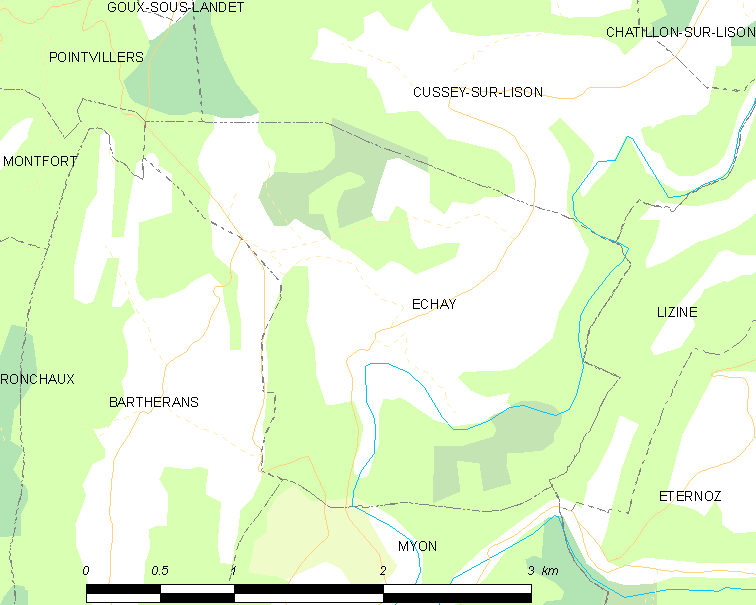
埃谢的OSM定位图

埃谢的时区为UTC+01:00、UTC+02:00（夏令时）。

## 行政
埃谢的邮政编码为25440，INSEE市镇编码为25209。

## 政治
埃谢所属的省级选区为圣维特县。

## 人口

1962-2008年间埃谢人口变化图示

埃谢于2022年1月1日时的人口数量为115人。